# Midnatt (målning)
Midnatt är en oljemålning av Anders Zorn från 1891. Storlek 69 x 103 cm.
Motivet är en ung kvinna som ror på en spegelblank sjö en sen kväll eller tidig morgon. Solen ligger mycket lågt över horisonten, och man kan ana solstrålarna som kommer in från höger på bordläggningen. 
Kvinnan vänder sig bort från betraktaren, upptagen med att sköta båten. Det är också intressant att hon inte bär folkdräkt som i många andra av Zorns målningar med motiv från Dalarna utan en enkel randig blus, ett stort förkläde och uppkavlade ärmar. Enligt en uppgift hette modellen Augusta Bengtzelius och kom från Siljansfors utanför Mora.
Tavlan är målad med olja på duk och tillhör Zornsamlingarna i Mora. Det finns även en mindre studie till denna målning som senast sågs på auktion i Göteborg 2005.